# Laura Kraut
Laura Kraut (Camden (South Carolina), 4 november 1965) is een Amerikaanse amazone, die gespecialiseerd is in springen. Kraut nam tweemaal deel aan de Olympische Zomerspelen, in 2000 en 2008. Tijdens de spelen van 2008 won Kraut de gouden medaille in de landenwedstrijd. Twee jaar eerder had Kraut met de Amerikaanse ploeg de zilveren medaille tijdens de Wereldruiterspelen behaald.
In augustus 2021 nam ze namens de Verenigde Staten deel aan de Olympische Zomerspelen 2020 in Tokio. Bij de landenwedstrijd won ze een zilveren medaille.  In de barrage bleven alle ruiters foutloos, maar was Zweden ruim een seconde sneller.

## Resultaten
- Olympische Zomerspelen 2000 in Sydney 29e springconcours met Liberty
- Olympische Zomerspelen 2000 in Sydney 6e landenwedstrijd springconcours met Liberty
- Wereldruiterspelen 2006 in Aken 42e in de springconcours met Miss Independent
- Wereldruiterspelen 2006 in Aken  in de springconcours landenwedstrijd met Miss Independent
- Olympische Zomerspelen 2008 in Hongkong 23e springconcours met Cedric
- Olympische Zomerspelen 2008 in Hongkong  landenwedstrijd springconcours met Cedric
- Wereldruiterspelen 2010 in Lexington 31e in de springconcours met Cedric
- Wereldruiterspelen 2010 in Lexington 10e in de springconcours landenwedstrijd met Cedric
- Wereldruiterspelen 2018 in Tryon 10e in de springconcours met Zeremonie
- Wereldruiterspelen 2018 in Tryon  in de springconcours landenwedstrijd met Zeremonie

1912: Lewenhaupt, Kilman, von Rosen ·
1920: König, von Rosen, Norling ·
1924: Thelning, Ståhle, Lundström ·
1928: Navarro, Álvarez, García ·
1936: Hasse, von Barnekow, Brandt ·
1948: Mariles, Uriza, Valdés ·
1952: White, Stewart, Llewellyn ·
1956: Winkler, Thiedemann, Lütke-Westhues ·
1960: Winkler, Thiedemann, Schockemöhle ·
1964: Schridde, Jarasinski, Winkler ·
1968: Day, Gayford, Elder ·
1972: Ligges, Wiltfang, Steenken, Winkler ·
1976: Parot, Rozier, Roguet, Roche ·
1980: Tsjoekanov, Poganovsky, Asmaje, Korolkov ·
1984: Fargis, Homfeld, Burr Howard, Smith ·
1988: Beerbaum, Brinkmann, Hafemeister, Sloothaak ·
1992: Raijmakers, Romp, Tops, Lansink ·
1996: Sloothaak, Nieberg, Kirchhoff, Beerbaum ·
2000: Beerbaum, Nieberg, Ehning, Becker ·
2004: Wylde, Ward, Madden, Kappler ·
2008: Ward, Kraut, Simpson, Madden ·
2012: Skelton, Maher, Brash, Charles ·
2016: Rozier, Staut, Bost, Leprévost ·
2020: von Eckermann, Baryard-Johnsson, Fredricson ·
2024: Maher, Charles, Brash